# Rofrano
Rofrano é uma comuna italiana da região da Campania, província de Salerno, com cerca de 2.189 habitantes. Estende-se por uma área de 58 km², tendo uma densidade populacional de 38 hab/km². Faz fronteira com Alfano, Caselle in Pittari, Laurino, Laurito, Montano Antilia, Novi Velia, Roccagloriosa, Sanza, Torre Orsaia, Valle dell'Angelo.

## Demografia
| Variação demográfica do município entre 1861 e 2011                               |
|                                                                                   |
| Fonte: Istituto Nazionale di Statistica (ISTAT) - Elaboração gráfica da Wikipedia |